# Aslán Dzharímov
Aslán Alíyevich Dzharímov (en adigué: Аслъан Алие ыкъор Джаримэ, en ruso: Аслан Алиевич Джаримов) es un político ruso de etnia adigué que fue el presidente de la república de Adiguesia, en el sur de Rusia. 
Se graduó en la facultad de Economía del Instituto Agrícola del Kubán en 1964, postgraduándose en economía agrícola en 1968. Comenzó su carrera en el koljoz Put k kommunizmu (Путь к коммунизму). En 1964 trabajó como ingeniero agrónomo de productores de semillas, vinculado a la administración del raión de Koshejabl. De 1968 a 1970 fue Jefe de Planificación y del Departamento Económico del Departamento Regional Adigué de Agricultura. De 1970 a 1973 fue jefe adjunto del Departamento de Agricultura Adigué del Comité del Partido. De 1973 a 1975 fue director Regional de la Estación Experimental Agrícola del Óblast Autónomo Adigués. De 1975 a 1980 fue Jefe del Departamento de Agricultura e Industria Alimentaria Adigué Comité Regional del PCUS. De 1980 a 1984 fue Secretario del Comité del Partido Adygei (encargada de la agricultura). De 1984 a 1987 fue Jefe del Departamento de Agricultura e Industria Alimentaria del Comité Regional de Krasnodar del Partido Comunista. De 1987 a 1989 fue Secretario del Comité Regional de Krasnodar del Partido Comunista. De 1989 a 1991 fue primer secretario del Comité Regional del Partido en Adiguesia. Desde 1990 a 1992 fue Presidente del Consejo Regional adigué de los Diputados del Pueblo. Fue elegido diputado de la URSS en el distrito N703 territorial nacional (Adiguesia), formó parte del grupo parlamentario de los comunistas. En 1990 fue delegado al Congreso Constituyente del Partido Comunista de la RSFS de Rusia y del XXVIII Congreso del Partido Comunista de la Unión Soviética.
El 5 de enero de 1992 fue elegido Presidente de la República de Adiguesia y Presidente del Consejo de Ministros de la República de Adiguesia, recibiendo el 69,4% de los votos y su oponente Pshimaf Jakuz el 23,4%. El 12 de enero de 1997 fue elegido Presidente de la República de Adiguesia en un segundo período, ganó las elecciones con el 57,80% de los votos. El 13 de enero de 2002 en la elección del Presidente de Adiguesia obtuvo el 10% de los votos, reconociendo la victoria de Jazret Sovmen (68%).
Durante la guerra de Abjasia (1992-1993) asistió a Abjasia. Desde el año 2003 es cónsul general de la Federación Rusa en Varna, Bulgaria.
Está casado y tiene tres hijos. En el año 2000 fue Campeón Veterano del Mundo de sambo en la categoría de peso de más de 100 kg.

## Condecoraciones
- Orden de la Insignia de Honor, 1973
- Orden de la Amistad, 17 de diciembre de 1994 [1]
- Orden del Servicio a la Patria (4.ºgrado), 12 de noviembre de 1999 [2]
- Orden del Honor y la Gloria (Abjasia), 2008 [3]
- Ciudadano de Honor de Abjasia, 30 de septiembre de 2008.[4]